# جايسون بلوم
جايسون بلوم (بالإنجليزية: Jason Blum)‏ (و. 1969 – م) هو منتج أفلام، من الولايات المتحدة الأمريكية، ولد في مدينة نيويورك.

## التعليم
تعلم في كلية فاسار.

## وصلات خارجية
- جايسون بلوم على موقع IMDb (الإنجليزية)
- جايسون بلوم على موقع ألو سيني (الفرنسية)
- جايسون بلوم على موقع تيرنر كلاسيك موفيز (الإنجليزية)
- جايسون بلوم على موقع أول موفي (الإنجليزية)
- جايسون بلوم على موقع بوكس أوفيس موجو (الإنجليزية)
- جايسون بلوم على موقع قاعدة بيانات برودواي على الإنترنت (الإنجليزية)
- جايسون بلوم على موقع قاعدة بيانات الفيلم (الإنجليزية)